# MTV Europe Music Award al miglior artista Hip-Hop
L'MTV Europe Music Award al miglior artista Hip-Hop (MTV Europe Music Award for Best Hip-Hop) è uno dei premi dell'MTV Europe Music Awards, che viene assegnato dal 1999. Dal 2007 al 2009 il premio non è stato consegnato.

## Albo d'oro

### Anni 1990
| Anno | Vincitore | Nominati                                                |
| ---- | --------- | ------------------------------------------------------- |
| 1999 | Eminem    | - Beastie Boys - Busta Rhymes - Puff Daddy - Will Smith |

### Anni 2000
| Anno | Vincitore                                                     | Nominati                                                      |
| ---- | ------------------------------------------------------------- | ------------------------------------------------------------- |
| 2000 | Eminem                                                        | - Dr. Dre - Cypress Hill - Wyclef Jean - Busta Rhymes         |
| 2001 | Eminem                                                        | - D12 - Missy Elliott - Outkast - P. Diddy                    |
| 2002 | Eminem                                                        | - Nelly - P. Diddy - Busta Rhymes - Ja Rule                   |
| 2003 | Eminem                                                        | - 50 Cent - Missy Elliott - Jay-Z - Nelly                     |
| 2004 | D12                                                           | - Beastie Boys - Jay-Z - Nelly - Kanye West                   |
| 2005 | Snoop Dogg                                                    | - 50 Cent - Akon - Missy Elliott - Kanye West                 |
| 2006 | Kanye West                                                    | - Missy Elliott - Sean Paul - Diddy - Busta Rhymes            |
| 2007 | Premio non consegnato. Vedi MTV EMA al miglior artista urban. | Premio non consegnato. Vedi MTV EMA al miglior artista urban. |
| 2008 | Premio non consegnato. Vedi MTV EMA al miglior artista urban. | Premio non consegnato. Vedi MTV EMA al miglior artista urban. |
| 2009 | Premio non consegnato. Vedi MTV EMA al miglior artista urban. | Premio non consegnato. Vedi MTV EMA al miglior artista urban. |

### Anni 2010
| Anno | Vincitore   | Nominati                                                |
| ---- | ----------- | ------------------------------------------------------- |
| 2010 | Eminem      | - Snoop Dogg - T.I. - Lil Wayne - Kanye West            |
| 2011 | Eminem      | - Lil Wayne - Jay-Z & Kanye West - Pitbull - Snoop Dogg |
| 2012 | Nicki Minaj | - Drake - Jay-Z & Kanye West - Nas - Rick Ross          |
| 2013 | Eminem      | - Drake - Jay-Z - Kanye West - Macklemore & Ryan Lewis  |
| 2014 | Nicki Minaj | - Drake - Eminem - Iggy Azalea - Kanye West             |
| 2015 | Nicki Minaj | - Drake - Kanye West - Kendrick Lamar - Wiz Khalifa     |
| 2016 | Drake       | - Future - G-Eazy - Kanye West - Wiz Khalifa            |
| 2017 | Eminem      | - Drake - Future - Kendrick Lamar - Post Malone         |
| 2018 | Nicki Minaj | - Drake - Eminem - Migos - Travis Scott                 |
| 2019 | Nicki Minaj | - 21 Savage - J. Cole - Cardi B - Travis Scott          |

### Anni 2020
| Anno | Vincitore   | Nominati                                                                          |
| ---- | ----------- | --------------------------------------------------------------------------------- |
| 2020 | Cardi B     | - DaBaby - Drake - Eminem - Megan Thee Stallion - Roddy Ricch - Travis Scott      |
| 2021 | Nicki Minaj | - Cardi B - DJ Khaled - Drake - Kanye West - Megan Thee Stallion                  |
| 2022 | Nicki Minaj | - Drake - Future - Jack Harlow - Kendrick Lamar - Lil Baby - Megan Thee Stallion  |
| 2023 | Nicki Minaj | - Cardi B - Central Cee - Lil Wayne - Lil Uzi Vert - Metro Boomin - Travis Scott  |
| 2024 | Eminem      | - Central Cee - Kendrick Lamar - Megan Thee Stallion - Nicki Minaj - Travis Scott |